# 동양안충
동양안충(東洋眼蟲, Thelazia callipaeda)은 개,고양이,사람등을 종숙주로 하며 숙주에게 동양안충증(thelaziasis)을 일으키는 선충이다. 1910년 중국 개의 눈에서 처음 발견되었다. 2000년에는 250건 이상의 인간 감염사례가 보고되었다.

## 숙주
동양안충은 주로 인간,고양이,개를 종숙주로 하며 이따금 늑대와 너구리, 붉은 여우, 토끼등도 종숙주가 된다. 중화인민공화국, 프랑스, 독일, 인도, 인도네시아, 이탈리아, 일본, 대한민국, 네덜란드, 스위스, 중화민국, 타이, 러시아 등에서 발견되었다.
동양안충은 두 종의 초파리를 중간숙주로 한다. 유럽에서는 Amiota (Phortica) variegata 종이, 아시아에서는 Phortica okadai종이 중간숙주이다.
연구 자료에 따르면 동양안충은 중간숙주 초파리종 중에서도 수컷 초파리를 통해서만 유충을 퍼뜨리는데, 이는 피를 통해 유충을 감염시키고 피를 먹이로 하는 비슷한 행동양식을 보이는 다른 모든 기생충들이 보통 중간숙주를 암컷으로 삼는 것과는 다른 특이한 케이스다.

## 감염 증상 및 치료
결막염, 과도한 눈물, 시각 장애, 궤양, 각막의 흉터가 생길 수 있으며 육안을 통해 눈에 기생하고 있는 기생충을 확인 할 수 있다. 인간이 감염된 경우, 핀셋등을 이용하여 눈에서 직접 기생충을 뽑아낸다. 개의 경우 직접 잡아 빼는 것은 힘들고 위험하므로 이미다클로 프리드, 목시덱틴(밀베마이신-B) , 밀베마이신 옥심을 사용하는 것이 권장된다.